# 1948년 미국 대통령 선거
1948년 미국 대통령 선거는 미국의 대통령을 선출하기 위해 1948년 11월 2일 시행되었다. 현직 대통령인 민주당의 해리 S. 트루먼이 재선에 도전한 가운데, 공화당에서는 뉴욕 주지사인 토머스 E. 듀이가 출마하였다. 한편 중도 성향을 보인 트루먼에 반발해 진보파였던 헨리 월리스 전 부통령이 진보당을 창당해 대선에 출마했으며, 반대로 민주당의 진보화에 반발해 스트롬 서먼드 사우스캐롤라이나 주지사가 남부 지주 세력을 모아 주권민주당을 세워 출마하였다.
2차 대전이 끝나기 전에 프랭클린 루스벨트가 급사하면서 취임한 트루먼은 원폭 투하를 결정했고 공산주의 확대를 막기 위해 트루먼 독트린을 발표했으며 마셜 플랜을 시행하였다. 그러나 전후 경제 정책에 대한 불만과 대규모 파업의 영향으로 1946년에 치러진 중간선거에서 민주당은 상·하원 주도권을 모두 상실하였다. 한편 듀이는 1944년 대선에서 예상외의 선전을 거둔데다 1946년에 치러진 주지사 선거에서 압도적으로 재선에 성공하면서 대선 후보로 입지를 굳혀나갔다. 이런 가운데 월리스와 서먼드가 동시 출마하면서 민주당 계열 후보는 3명이 되었다.
이런 가운데 갤럽과 엘모 로퍼 등 여러 여론 조사 기관들은 듀이가 트루먼을 앞선다고 발표하였다. 트루먼은 이 가운데서 전국 순회 유세를 돌면서 공화당 주도의 의회를 공격하였다. 또한 그는 공화당이 대공황을 불러일으켰다고 비난하였다. 그럼에도 대다수가 듀이의 당선을 사실화하자 NBC는 개표방송 도중에 공화당을 상징하는 코끼리만을 선거 상황판에 설치하고 민주당을 상징하는 당나귀는 설치하지 않았다. 또한 트루먼은 투표 종료 후 선거운동 본부에 들리지 않고 인디펜던스에 있는 저택으로 들어가 취침하였다.
개표가 시작되면서 트루먼이 앞서가는 상황이 중반을 넘어서도 이어지자 트루먼은 새벽 4시에 저택에서 일어나 참모진을 모았다. 듀이는 패배 선언을 미루다가 다음날 오전 11시 14분에 패배를 선언하였다. 트루먼은 북동부 지역에서 대부분 졌지만 오하이오주와 캘리포니아주, 일리노이주에서 초접전 끝에 승리하면서 303명을 확보, 접전끝에 승리하였다. 선거 후 여론 조사 기관들은 조사 기법을 다시 점검해야 했다. 이 선거는 역대 미국 대통령 선거에서 가장 이변으로 평가받고 있다.

## 후보자 지명

### 공화당 지명
1948년 6월 25일 공화당 전당대회는 토마스 듀이 전 뉴욕 주지사를 대통령 후보로 선출한다

### 민주당 지명
1948년 7월 14일 민주당 전당대회는 해리 트루먼 대통령을 대통령 후보로 선출한다.

### 주권민주당
민주당 경선에 반발한 남부 의원 일부는 주권민주당을 창당해 스트롬 서몬드 상원의원을 대통령 후보로 추대한다

## 일반 선거
| 대선 결과                        |              |            |            |               |                          |               |
| 대통령 후보 출신 주              | 정당         | 득표수     | 득표율     | 선거인단 득표 | 부통령 후보 출신 주      | 선거인단 득표 |
| 해리 트루먼 미주리주             | 민주당       | 24,179,347 | 49.55%     | 303           | 앨번 바클리 켄터키주     | 303           |
| 토마스 E. 듀이 뉴욕주            | 공화당       | 21,991,292 | 45.07%     | 189           | 얼 워렌 캘리포니아주     | 189           |
| 스트롬 서먼드 사우스캐롤라이나   | 주권민주당   | 1,175,930  | 2.41%      | 39            | 필딩 라이트 미시시피주   | 39            |
| 헨리 A. 월리스 아이오와          | 진보당       | 1,157,328  | 2.37%      | 0             | 글렌 테일러 아이다호주   | 0             |
| 노먼 토마스 뉴욕주               | 미국 사회당  | 139,569    | 0.29%      | 0             | 터커 스미스 미시간주     | 0             |
| 클로드 왓슨 캘리포니아주         | 금주당       | 103,708    | 0.2%       | 0             | 데일 런 펜실베이니아주   | 0             |
| 에드워드 테이커트 펜실베이니아주 | 사회노동당   | 29,244     | 0.06%      | 0             | 스티븐 에머리 뉴욕주     | 0             |
| 패럴 돕스 미네소타주             | 사회노동자당 | 13,613     | 0.03%      | 0             | 그레이스 칼슨 미네소타주 | 0             |
| 기타                             | -            | 3,504      | 0.01%      | 0             | -                        | 0             |
| 합계                             | 합계         | 48,793,535 |            | 531           | -                        | 531           |
| 선출필요수                       | 선출필요수   | 선출필요수 | 선출필요수 | 266           | -                        | 266           |

## 같이 보기
- 미국의 역사 (1945년~1964년)
- 1948년 미국 하원의원 선거
- 1948년 미국 상원의원 선거
- 2016년 미국 대통령 선거